# Litsea laevifolia
Litsea laevifolia är en lagerväxtart som beskrevs av André Joseph Guillaume Henri Kostermans. Litsea laevifolia ingår i släktet Litsea och familjen lagerväxter. Inga underarter finns listade i Catalogue of Life.